# Psilopsiagon
Psilopsiagon is een geslacht van vogels uit de familie Psittacidae (papegaaien van Afrika en de Nieuwe Wereld). Deze parkieten komen voor in Zuid-Amerika (Andesgebergte). De citroenparkieten leven in het hogere gedeelte van de Andes en worden in het Engels Mountain parakeet genoemd. De Aymaraparkiet komt voor in het lagere gedeelte.

## Soorten
Het geslacht kent de volgende soorten:
- Psilopsiagon aurifrons – Citroenparkiet
- Psilopsiagon aymara – Aymaraparkiet